# Ростак (дегестан, остан Марказі)
Ростак (перс. رستاق) — дегестан в Ірані, в Центральному бахші, в шагрестані Хомейн остану Марказі. За даними перепису 2006 року, його населення становило 6033 особи, які проживали у складі 1620 сімей.

## Населені пункти
До складу дегестану входять такі населені пункти:
- Аббасабад
- Аміріє
- Барґеле
- Білак
- Гасан-Фалак
- Гешматіє
- Госейнабад-е Будже
- Ґуше-є Могаммад-Малек
- Дарбанд-е Лоран
- Калье-є Фаргадіє
- Калье-Нов
- Кеяпа
- Магмудабад
- Манзаріє
- Насратіє
- Негшар
- Пошткуг
- Рейган-е Олія
- Рейган-е Софла
- Сокане
- Фарнак
- Фарнам
- Шамсабад